# Charles de Beaupoil
Auguste-Félix-Charles de Beaupoil, comte de Saint-Aulaire (né le 13 août 1866 à Angoulême et mort le 26 septembre 1954 en Périgord) est un aristocrate, diplomate, auteur et historien français.

## Biographie

### Éducation
Fils unique d'Auguste de Beaupoil, comte de Saint-Aulaire, et d'Isabelle-Epremier-Esther, fille d'Amable-Félix Couturier de Vienne, il succéda à son père à la tête de l'ancienne et noble famille périgourdine. Il a été formé par des jésuites à Bordeaux avant d’étudier à Paris. Il obtient une licence de droit et fréquente l'École libre des sciences politiques.

### Carrière
Après avoir rejoint le ministère des Affaires étrangères, son premier poste diplomatique à l'étranger fut en tant qu'attaché au Chili. Il retourna[Quand ?] en France à la CCI à Marseille, avant d'être attaché à Tunis en 1894, et en 1902 chargé d'affaires à Tanger. Il a ensuite exercé les fonctions de diplomate à Vienne (1909-1912) avant d'être rappelé au Quai d'Orsay sur recommandation du général Lyautey.
Après la Première Guerre mondiale, il servit brièvement en 1920 comme ambassadeur français à Madrid, où il remplaça Gabriel Alapetite, avant d'être promu comme ambassadeur au Royaume-Uni, restant à Londres jusqu'en 1924.
Le comte de Saint-Aulaire se retira au château de La Malartrie, à Vézac (Dordogne), où il se concentra sur l'écriture et sur divers travaux sur l'empereur François-Joseph, Talleyrand et Richelieu.

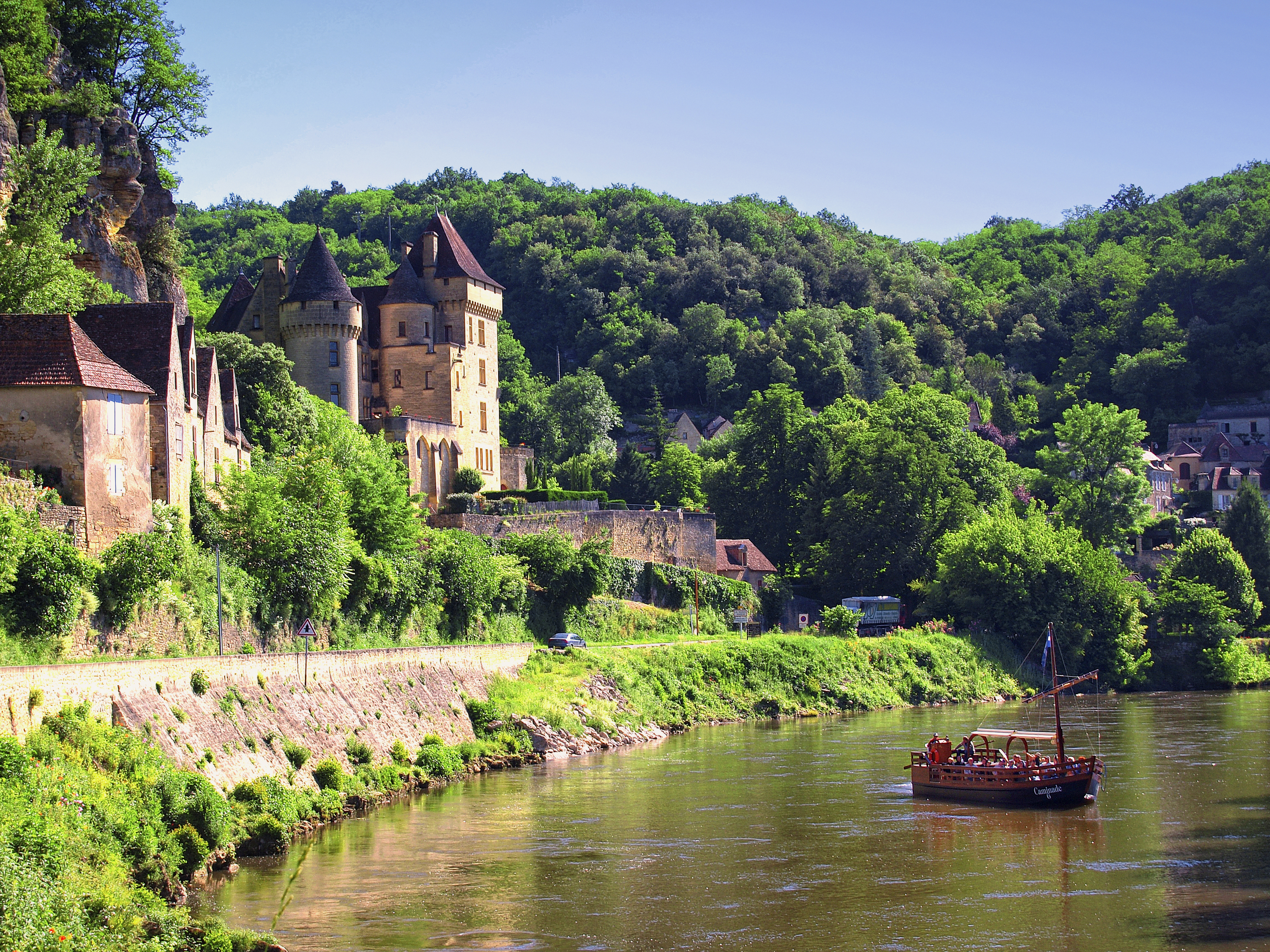
Château de La Malartrie

Il épousa, le 16 janvier 1899 à Paris, Marguérite-Henriette, fille du comte Léopold-Ferdinand Balny d'Avricourt ; ils eurent deux filles et un fils, Edmond-Marie-Charles (1902-1977).

## Distinctions
- Grand officier de la Légion d'honneur
- Chevalier de l'ordre des Palmes académiques
- Chevalier, ordre souverain de Malte
- Chevalier Commandant, Ordre de Saint-Grégoire-le-Grand